# Ras Lanuf
Rāʾs Lānūf(corruzione dialettale del classico Raʾs al-Unūf, "Capo delle Tempeste") è una città della Libia sulla costa mediterranea nel Golfo di Sirte. 
La città ospita l'omonima raffineria di petrolio, un complesso petrol-chimico, e gli oleodotti di Defa-Ras Lanuf, Amal–Ras Lanuf, e Messla–Ras Lanuf.
Alcuni storici pensano che il confine dell'antica regione romana di Pentapolis (Arae Philaenorum) possa trovarsi vicino alla città di Ras Lanuf,. 
Oggi la regione mostra reperti vicino al confine tra la Cirenaica e la Tripolitania. Perciò la città di Ras Lanuf è persino la prima comunità della grande regione culturale del Maghreb. 
Un moderno arco commemorativo italiano detto Arco dei Fileni fu eretto a ricordo di Philaeni..
Nel 1984 ebbe inizio un piano urbanistico per portare la popolazione della città a circa 40.000 abitanti a servizio degli impianti petroliferi della zona.
Nel marzo 2011 ci sono stati scontri tra forze armate nell'ambito della guerra civile libica.

## Insediamenti vicini
- Agedabia (195 km est)
- Al-Sidra (13.1 km ovest)
- Bin Jawad (20.0 km ovest)
- Al-'Uqayla (36.0 km est)
- Bishr (36.1 km est)
- al-Burayqa (42.8 km est)
- Kurkura (93.1 km est)
- Sirte (213 km ovest)
- Zilla (128.7 km sud)
- Marada (84.1 km sud)